# Ceylanopsyche asaka
Ceylanopsyche asaka är en nattsländeart som först beskrevs av Martin E. Mosely 1939.  Ceylanopsyche asaka ingår i släktet Ceylanopsyche, överfamiljen Sericostomatoidea, ordningen nattsländor, klassen egentliga insekter, fylumet leddjur och riket djur. Inga underarter finns listade i Catalogue of Life.